# 太白山脈 (趙廷来)
『太白山脈』（テベクさんみゃく、たいはくさんみゃく）は、趙廷来の長編小説。韓国で1983年から1989年にかけて発表され、1989年に全10巻が刊行された。朝鮮半島南部・全羅南道の農村地帯を主要な舞台とし、植民地支配からの解放後、朝鮮戦争を経て分断の固定に至るまでの朝鮮半島の現代史を描いた作品である。
本項では、この小説を原作とする1994年の韓国映画についても言及する。

## 概要
左右両陣営に分かれて対立する兄弟、中道民族主義の教員、巫堂、小作人たちなど、激動と流血の時代を生きる人々の群像を通して、民族やイデオロギー、社会変革を問う。作品は南朝鮮労働党系のパルチザン闘争に同伴する立場で描かれており、甲午農民戦争の民族的抵抗の伝統が重ね合わせられつつ、イデオロギー対立を超えた民族の思想を構想している。軍事政権下（全斗煥政権）にあった韓国の民主化運動の中で綴られたこの作品は、過去を描きながらも同時代の課題として未完の変革に思いを致すものとなっている。
本作は当時タブーとされていた麗水・順天事件や共産主義者のパルチザン闘争を肯定的に描いたほか、保導連盟事件・国民防衛軍事件など、大韓民国の国家権力が引き起こした事件についても取り上げた。1989年に発刊されると大韓民国の初期現代史を描いたものとした高い評価を得、ベストセラーとなった。1994年にはイム・グォンテク監督によって映画化もされた。また、1999年～2000年には日本語訳も出版されている。

## あらすじ
日本の植民地支配からは解放されたが、左右の政治勢力の対立による混乱が続いていた朝鮮半島南部。1948年10月、全羅南道宝城郡の小さな町・筏橋（ポルギョ）では、廉相鎮（ヨム・サンジン）ら共産主義者たちが町を掌握し、反動とされた人々を人民裁判により処刑する。しかし、国軍（韓国政府軍）・警察による討伐を受け共産主義者たちは山中に逃れてパルチザンとなる。町を奪回した軍警と、相鎮の弟である廉相九（ヨム・サング）らが率いる反共主義者たちは、共産主義の同調者・協力者を摘発し、報復を加える。農地解放を巡る地主と小作人の対立を背景に繰り返される闘争と討伐は、一般の住民も巻き込まずにはいなかった。
1950年6月、朝鮮戦争が勃発。国軍による討伐を受けて消耗していた南のパルチザンたちは人民軍を歓迎するが、同志であるはずの彼らには猜疑の目で見られ、官僚主義的な供出の命令に農民たちも幻滅する。米軍の登場、国連軍の仁川上陸による急速な後退、そして中国人民解放軍の介入と人民軍の再南下。物語の舞台は朝鮮半島各地に広がりながら、登場人物はそれぞれの立場で動乱の時代を生き、苦悩する。

## 主要な登場人物
金範佑（キム・ボム）
地主の息子で、師範学校を卒業、教師になる。穏健な民族主義を抱く人物。民族の分断と凄惨な暴力の応酬を憂うが、彼我を峻別する2つのイデオロギーが対峙する時代において思想的中立はゆるされず、左右双方から「日和見」「容共」として批判される。かつて学徒兵として駆り出されたビルマの戦場で米軍の捕虜となった過去を持ち、朝鮮戦争での米軍の介入を批判的な目で見つつも、否応なく関わることを迫られる。
廉相鎮（ヨム・サンジン）
師範学校に進学。共産主義を知り、赤色農民運動に参加。宝城郡の党組織を指導する。
廉相九（ヨム・サング）
相鎮の弟。兄一人に期待がかけられ差別的な扱いを受けたことから、兄に対して敵愾心を抱いている。反共青年団を率いて兄と対峙する。欲望に正直な人物で、大韓民国統治下の社会での上昇を図る。
鄭河燮（チョン・ハソプ）
筏橋の酒造場の息子。父親に対する反発から共産主義に傾倒し、党員となって地下活動に従事している。幼馴染の素花に好意を抱いている。
素花（ソファ）
巫堂（ムーダン）の娘。巫堂としての役割を務めながら共産主義者の鄭河燮を愛し、その活動を支える。
河大治（ハ・デチ）
厳相鎮の信頼する部下。小作農出身で無学だが情誼に厚い闘士。祖父は甲午農民戦争の参加者だった。
沈宰模（シム・ジェモ）
筏橋に派遣されてきた国軍戒厳部隊の指揮官。金範佑同様学徒兵だった過去を持ち、植民地時代以来同胞の犠牲の上で権力を握り続ける者たち（親日派）を憎悪する。小作人と地主との衝突を公正に処理しようとするが、筏橋の地主ら有力者たちに忌避される。

## 日本語訳
- 尹學準監訳、川村湊校閲、筒井真樹子・安岡明子・神谷丹路・川村亜子訳（ホーム社発行、集英社発売、1999年～2000年）全10冊
  - 第1巻「白い花という名の巫堂」 ISBN 4834250210 / ISBN 978-4834250213
  - 第2巻「天空をさすらう雲」
  - 第3巻「金羅道の悲しみ」
  - 第4巻「トラジの歌」
  - 第5巻「歴史の逆流」
  - 第6巻「女パルチザンの死」
  - 第7巻「鴨緑江の苦い水」
  - 第8巻「骸骨の隊列」
  - 第9巻「奪われ行く解放区」
  - 第10巻「冬とともに逝った英雄」

## 映画
映画が扱っているのは原作の3分の2ほどで、国連軍の仁川上陸を受けて筏橋から人民軍があわただしく撤退するところまでである。原作ではソウルに赴いた金範佑（キム・ボム）が筏橋で廉相鎮（ヨム・サンジン）らの撤退を見届けるなど、原作との間にいくらかの差異はある。

### キャスト
- アン・ソンギ － キム・ボム
- キム・ミョンゴン － ヨム・サンジン
- キム・ガプス － ヨム・サング
- シン・ヒョンジュン － チョン・ハソプ
- オ・ジョンヘ － ソファ
- チョン・ギョンスン － ヨム・サンジンの妻

### 受賞歴
- 1994年 第15回青龍賞 － 作品賞、男優助演賞（キム・ガプス）、女優助演賞（チョン・ギョンスン）
- 1994年 第5回春史映画芸術賞 － 最優秀作品賞、撮影賞、照明賞
- 1995年 第33回大鐘賞 － 審査委員特別賞、男優主演賞（キム・ガプス）、女優助演賞（チョン・ギョンスン）、音楽賞（キム・スチョル）
- 1995年 第31回百想芸術大賞 － 男子演技賞（キム・ガプス）

## 逸話
- 小説は、セリフの大部分が全羅道方言で書かれている。
- 作者・趙廷来（1943年、現順天市生まれ）には、幼少時に麗水・順天事件に遭遇したという原体験がある。
- 筏橋邑（벌교읍）は趙廷来が住んだことのある実在の町である。しかし、筏橋を舞台にした事件はフィクションであり、登場人物に特定のモデルはいないという。
- 映画の監督イム・グォンテク（林權澤、1936年長城郡生まれ・光州市育ち）の家族にも左派が多く、イム・グォンテクはそのために多くの苦労を味わった。
- 映画は当初1992年に撮影に入る予定で、ソファ役にオ・ジョンヘ（呉貞孩）を選んで準備を進めていたが、政治的な問題からクレームがつき、撮影が延期された。この延期中にイム・グォンテクがオ・ジョンヘを主役にして撮影した映画が『風の丘を越えて/西便制』である。
- 筏橋邑を含む宝城郡は、観光客のために「小説『太白山脈』舞台地」として古い面影を残す場所の整備を行っている。
- 韓国では漫画化もされている。